# 1851
- Wikisource

| Calendário gregoriano                                                        | 1851 MDCCCLI                        |
| Ab urbe condita                                                              | 2604                                |
| Calendário arménio                                                           | 1300 – 1301                         |
| Calendário bahá'í                                                            | 7 – 8                               |
| Calendário budista                                                           | 2395                                |
| Calendário chinês                                                            | 4547 – 4548 Início a 1 de fevereiro |
| Calendário copta                                                             | 1567 – 1568                         |
| Calendário etíope                                                            | 1843 – 1844                         |
| Calendários hindus - Vikram Samvat - Calendário nacional indiano - Cáli Iuga | 1906 – 1907 1772 – 1773 4951 – 4952 |
| Calendário Holoceno                                                          | 11851                               |
| Calendário islâmico                                                          | 1267 – 1268                         |
| Calendário judaico                                                           | 5611 – 5612                         |
| Calendário persa                                                             | 1229 – 1230 Início a 21 de março    |
| Calendário rúnico                                                            | 2101                                |
| Calendário solar tailandês                                                   | 2394                                |

1851 (MDCCCLI, na numeração romana) foi um ano comum do século XIX do actual Calendário Gregoriano, da Era de Cristo, e a sua letra dominical foi E (52 semanas), teve início a uma quarta-feira e terminou também a uma quarta-feira.
| Ano completo                        |
| ----------------------------------- |
| Ano comum com início à quarta-feira |

## Eventos
- Início da Rebelião Taiping.
- 6 de maio - Emancipação do município de Serra Talhada (Brasil).
- Fundação da Colônia Dona Francisca (hoje Joinville).
- Fundação da cidade de Seattle, nos Estados Unidos.
- Guerras no Prata (1851/1852) - Campanha contra Oribe (Uruguai) e Rosas (Argentina).
- Revolucionários que haviam sido presos na Revolução Praieira recebem anistia.
- Início do reinado de Chagpa Sangye, Desi Druk do Reino do Butão reinou até 1852.
- Publicação do primeiro volume do Almanach Rural dos Açores em Ponta Delgada.

### Maio
- 1° de maio - Abertura da Grande Exposição em Londres.
- 23 de maio - Decreto de lei, em Portugal, que anulou outro de 30 de Abril de 1826, que restabeleceu no exercício do pariato os antigos pares do Reino dele privados, pelo referido decreto anterior, e lhes franqueou novamente o direito à entrada na câmara procedendo a novo juramento.

### Agosto
- 12 de agosto – Inicio dos estudos na Universidade de Coimbra de Ernesto do Canto, que partira para Lisboa em 1850 para esse fim, um foi historiador, bibliófilo e político Açoriano.

### Carnaval
- Fundação das sociedades carnavalescas Congresso das Sumidades Carnavalescas e Sociedade Carnavalesca União Veneziana, no Rio de Janeiro.

## Nascimentos
- 12 de Fevereiro - Eugen von Boehm-Bawerk, economista austríaco (m. 1914).
- 19 de Março - Roque Sáenz Peña, presidente da Argentina de 1910 a 1914 (m. 1914).
- 8 de Julho - Arthur Evans, arqueólogo britânico (m. 1941).
- 23 de Agosto - Ramiro Fortes de Barcellos, escritor, médico, professor e industrial (m. 1916)
- 29 de Agosto - Savina Petrilli, beata italiana que fundou a Congregação das Irmãs dos Pobres de Santa Catarina de Siena (m. 1923).
- 8 de Dezembro - Francisco de Paula Ramos de Azevedo, arquiteto brasileiro (m. 1928)
- 30 de Dezembro - Asa Griggs Candler, magnata norte-americano (m. 1929)
- (?) - Taitu Bitul, Imperatriz etíope (m. 1918).
- (?) - Alberto Braga, jornalista e escritor português (m. 1911)
- Choley Yeshe Ngodub, Desi Druk do Reino do Butão, m. 1917.

## Mortes
- 27 de Janeiro - John James Audubon, naturalista e ilustrador (n. 1785).
- 1 de Fevereiro - Mary Shelley, escritora britânica, criadora de Frankenstein (n. 1797).
- 18 de Fevereiro - Carl Gustav Jakob Jacobi, matemático alemão (n. 1804).
- 13 de Maio - Augusta da Baviera, duquesa de Leuchtenberg e princesa da Baviera (n.1788).
- 27 de Maio - Madre Francisca Lampel, fundadora da Congregação das Irmãs Franciscanas da Imaculada Conceição (n. 1807).
- 10 de Julho - Louis Jacques Mandé Daguerre, primeiro a conseguir uma imagem fixa pela ação direta da luz (n. 1787).
- 19 de Outubro - Maria Teresa de França, Madame Real, duquesa de Angoulême e delfina de França (n. 1778).
- 19 de Dezembro - Joseph Mallord William Turner, pintor romântico britânico (n. 1775).

## Empresas
- Heraeus, multinacional alemã.
- Reuters

## Por tema
- 1851 na ciência
- 1851 no desporto
- Divisões administrativas em 1851
- 1851 na literatura
- 1851 na música
- 1851 na política